# Romy Saalfeld
Romy Saalfeld (14 de diciembre de 1960) es una deportista de la RDA que compitió en remo.
Participó en los Juegos Olímpicos de Moscú 1980, obteniendo una medalla de oro en la prueba de cuatro con timonel. Ganó una medalla de plata en el Campeonato Mundial de Remo de 1981.

## Palmarés internacional
| Juegos Olímpicos   | Juegos Olímpicos | Juegos Olímpicos | Juegos Olímpicos   |
| Año                | Lugar            | Medalla          | Prueba             |
| ------------------ | ---------------- | ---------------- | ------------------ |
| 1980               | Moscú (URSS)     | Medalla de oro   | Cuatro con timonel |
| Campeonato Mundial |                  |                  |                    |
| Año                | Lugar            | Medalla          | Prueba             |
| 1981               | Múnich (RFA)     | Medalla de plata | Cuatro con timonel |